# Billy le cave
Pour plus de détails, voir Fiche technique et Distribution.
Billy le cave (Dirty Little Billy) est un film américain réalisé par Stan Dragoti, sorti en 1972.

## Fiche technique
- Titre original : Dirty Little Billy
- Titre français : Billy le cave
- Réalisation : Stan Dragoti
- Scénario : Stan Dragoti et Charles Moss
- Photographie : Ralph Woolsey (en)
- Montage : David Wages
- Musique : Sascha Burland
- Production : Jack Warner
- Pays d'origine : États-Unis
- Format : Couleurs - 1,85:1 - Mono
- Genre : western
- Durée : 93 minutes
- Date de sortie : 1972

## Distribution
- Michael J. Pollard : Billy Bonney
- Richard Evans : Goldie
- Lee Purcell (en) : Berle
- Charles Aidman : Ben Antrim
- Dran Hamilton : Catherine McCarty
- Willard Sage (en) : Henry McCarty
- Mills Watson : Ed
- Alex Wilson : Len
- Ronny Graham : Charle Nile
- Josip Elic (en) : Jawbone
- Richard Stahl : Earl Lovitt
- Gary Busey : Basil Crabtree
- Dick Van Patten : le client de Berle
- Scott Walker : Stormy
- Frank Welker : jeune punk
- Severn Darden : Big Jim McDaniel
- Len Lesser : Slits
- Ed Lauter : Tyler
- Nick Nolte (non crédité)